# Руллан
Рулла́н (фр. Roullens) — коммуна во Франции, находится в регионе Лангедок — Руссильон. Департамент коммуны — Од. Входит в состав кантона Монреаль. Округ коммуны — Каркасон.
Код INSEE коммуны — 11327.

## Население
Население коммуны на 2008 год составляло 476 человек.
| 1962 | 1968 | 1975 | 1982 | 1990 | 1999 | 2008 |
| ---- | ---- | ---- | ---- | ---- | ---- | ---- |
| 194  | 226  | 213  | 251  | 348  | 416  | 476  |

## Экономика
В 2007 году среди 319 человек в трудоспособном возрасте (15—64 лет) 229 были экономически активными, 90 — неактивными (показатель активности — 71,8 %, в 1999 году было 70,0 %). Из 229 активных работали 214 человек (118 мужчин и 96 женщин), безработных было 15 (6 мужчин и 9 женщин). Среди 90 неактивных 29 человек были учениками или студентами, 28 — пенсионерами, 33 были неактивными по другим причинам.